# Al-Merrikh SC
Az Al-Merrikh Sporting Club (arabul: نادي المريخ الرياضي) egy, a szudáni bajnokságban szereplő együttes. Hazai mérkőzéseit az Al-Merrikh Stadionban játssza a csapat, aminek a beceneve "A Piros Kastély". A klubot 1908-ban alapították, a kontinens egyik legrégebben alapított csapata, összesen 16-szor nyerte meg a szudáni bajnokságot, és 14-szer a Szudáni Kupát. A klub legnagyobb riválisa a szintén Omdurmánban alapított Hilal Alsahil SC.

## Klubtörténet
A csapatot 1908-ban alapították az Al-Masalmah kerületi Gordon Memorial Collegebe járó diákok. Ez idő alatt a klub neve Al-Masalma Sporting Club volt. A csapatot 1927-ben nevezték át Al-Merrikh Sporting Clubra. Érdekesség, hogy a klub 2015-ben igazolt egy Dél-szudáni labdarúgót, név szerint Aluck Akechet az Al-Malakia FC-ből. Köztudott, hogy a két ország nem ápol egymással jó viszonyt. 

## Eredmények
- Szudáni Premier League

Bajnok (17): 1971, 1972, 1974, 1977, 1982, 1985, 1990, 1993, 1997, 2000, 2001, 2002, 2008, 2011, 2013, 2015, 2018–19
- Szudáni Kupa

Győztes (15): 1991, 1993, 1994, 1996, 2001, 2005, 2006, 2007, 2008, 2010, 2012, 2013, 2014, 2015, 2018 (rekord)
- CAF-konföderációs kupa

Második helyezett (1): 2007
- Kupagyőztesek Afrika-kupája

Győztes (1): 1989
- Kagame Interclub Cup

Győztes (3): 1986, 1994, 2014
- Khartoum League

Bajnok (17): 1954, 1956, 1962, 1966, 1968, 1972, 1975, 1980, 1981, 1983, 1985, 1986, 1991, 1992, 1994, 1996, 1997 (rekord)
CAF-bajnokok ligája
- 1971 – Második forduló
- 1973 – Második forduló
- 1975 – Negyeddöntő
- 1978 – Második forduló
- 1983 – Első forduló
- 1986 – Első forduló
- 1991 – Első forduló
- 1994 – Első forduló
- 1998 – Első forduló
- 2001 – Második forduló
- 2002 – Második forduló
- 2003 – Első forduló
- 2009 – Csoportkör
- 2010 – Második forduló
- 2011 – Első forduló
- 2012 – Második forduló
- 2013 – Első forduló
- 2014 – Selejtezőkör
- 2015 – Elődöntő
- 2016 – Második forduló
- 2017 – Csoportkör (TOP16)
- 2018 – Selejtezőkör
- 2018-19 – Selejtezőkör
- 2019-20 – Selejtezőkör

CAF-konföderációs kupa
- 2004 – Selejtezőkör
- 2005 – Negyeddöntő
- 2006 – Play-off
- 2007 – Döntő
- 2008 – Nyolcaddöntő
- 2010 – Play-off
- 2012 – Elődöntő
- 2016 – Play-off

Kupagyőztesek Afrika-kupája
- 1984 – Második forduló
- 1985 – Első forduló
- 1987 – Első forduló
- 1989 – Győztes
- 1990 – Elődöntő
- 1992 – Elődöntő
- 1993 – Negyeddöntő
- 1995 – Második forduló
- 1997 – Első forduló
- 1999 – Első forduló
- 2000 – Második forduló

Arab Bajnokok Ligája
- 1988 – Csoportkör
- 1994 – Csoportkör
- 1998 – Nem indult
- 2002 – Selejtezőkör
- 2003-04 – Első forduló
- 2005-06 – Első forduló
- 2006-07 – Első forduló
- 2007-08 – Második forduló
- 2008-09 – Második forduló
- 2016-17 – Csoportkör
- 2018-19 – Elődöntő
- 2019-20 – Első forduló

Kupagyőztesek Arab-kupája
- 1992 – Csoportkör
- 1997 – Selejtezőkör

## Teljesítményük a CECAFA tornán

### Kagame Interclub Kupa
- 1985 – Harmadik hely
- 1986 – Győztes
- 1987 – Második hely
- 1988 – Második hely
- 1994 – Győztes
- 2009 – Második hely
- 2011 – Harmadik hely
- 2014 – Győztes

## Vezetőedzők
Utoljára frissítve: 2019. november. 21. 
| - Mansour Ramadan - John Manning - Senad Kreso - Ion Motroc - Saleh El Ghayaty (1967–1974) - Jafar Dirar (1985) - Ernst Röder (1989) - Hassan Shehata (1989–1990) - Horst Köppel (1991) - Hassan Al Masri (1991) - Horst Köppel (1994) - Hassan Al Masri (1996) - Salah Mushkila (1996) - Mohamed Mazda (1996) - Mészáros (1997) - Jafar Dirar (1998) | - Salah Mushkila (1998) - Mohamed Mazda (1999) - Jafar Dirar (1999–2000) - Sadiq Al Omda (2001) - Marco Cunha (2002) - Ahmed Rifaat (2002–2003) - Carlos Roberto Pereira (2003–2004) - Werner (2004) - Mahmoud Saad (2004–2005) - Branco Tucak (2005) - Mahmoud Saad (2005–2006) - Mohammed Omar (2006) - Gamal Abuanjah (2006) - Otto Pfister (2006–2007) - Mohamed Mazda (2007–2008) - Michael Krüger (2008–2009) | - Salah Mushkila (2009) - Rodion Gačanin (2009) - Mohamed Mazda (2009) - José Luis Carbone (2009–2010) - Gamal Abuanjah (2010) - Michael Krüger (2010 júl.–2010 nov.) - Hossam El-Badry (2010 dec.–2011 dec.) - Farouk Jabra (2011 dec.–2012 márc.) - Heron Ricardo Ferreira (2012 márc.–2012 dec.) - Mohamed Nabil Khoukhi (2012 dec.–2013 aug.) - Michael Krüger (2013 aug.–2014 feb.) - Otto Pfister (2014 feb.–2014 dec.) - Diego Garzitto (2014 dec.–2015 nov.) - Luc Eymael (2015 dec.–2016 jún.) - Antoine Hey (2016 nov.–2017 jan.) - Diego Garzitto (2017 jan.–2017 aug.) - A Mohammed Saad (2017 aug.–2018 jan.) - Mohamed Mazda (2018 jan.–) |

## A klub eddigi elnökei
| - Khaled Abdullah - Sulaiman Atabani - Mohammed Khair Ali - Mohammed Ali Bakhiet - Yousif Omer Agha - Mohammed Bashier Fourawy - Mohammed Sherrief Ahmed - Ishag Shadad - Dr. Mohammed Saeed Bayiomy - Bashier Hassan Bashier | - Ibrahim Mohammed Ahmed - Fahmy Sulaiman - Yousif Abusamra - Abdulrahim Osman Saleh - Dr. Mohammed Alfatih - Badawy Mohammed Osman - Awad Abuzeid - Abdulrahman Shakhour - Mahadi Alfaki - Hassan Abu-ala'ila | - Fouad Altoum - Abdulaziz Shiddou - Khalid Hassan Abbas - Abdulhamid Haggoug - Mahil Abu Ginna - Dr. Tag Alsir Mahgoub - Mohammed Eliyas mahgoub - Dr. Gamal Alwali |